# Osteodystrofia
Osteodystrofia (z greckiego osteo – kości, dys – źle, trophe – pożywienie) – medyczne określenie kilku jednostek chorobowych układu kostnego, dla których wspólną cechą jest zwyrodnienie włóknisto-torbielowate kości i ich odwapnienie.
Choroba włóknista kości, o nieznanych przyczynach, pojawia się w wieku dziecięcym i w okresie pokwitania, głównie u dziewcząt. Zmiany występują w kościach długich (zwykle po jednej stronie ciała), powodując ich wygięcie.
Zwyrodnienie włóknisto-torbielowate kości (kostna choroba Recklinghausena) jest najprawdopodobniej następstwem niedoczynności przytarczyc.
Osteodystrofia nerkowa jest pojęciem będącym zbiorem różnego typu osteodystrofii spowodowanych niewydolnością lub wadami nerek. Tzw. krzywica nerkowa pojawia się we wczesnym dzieciństwie i jest następstwem wad rozwojowych nerek lub ich długotrwałego zapalenia. Z kolei osteodystrofia w Przewlekłej Chorobie Nerek jest spowodowana wtórną nadczynnością przytarczyc. W wyniku pogarszającej się czynności nerek dochodzi do spadku stężenia aktywnej witaminy D3, czyli kalcytriolu. W związku z tym spada również stężenie jonów wapnia we krwi. Dochodzi do sekrecji parathormonu z przytarczyc. Długotrwała nadczynność przytarczyc prowadzi do charakterystycznych zaburzeń w budowie kości wpisujących się w pojęcie osteodystrofii.
Osteochondrodystrofia należy do chorób układowych tj. uogólnionych lub rozsianych zaburzeń kostnienia i wzrastania, często o niezależnej przyczynie, może ujawnić się zaraz po urodzeniu.
Osteodystrofia mieszana najczęściej spowodowana zatruciem glinem w połączeniu z niedoborem witaminy D przy towarzyszącej nadczynności przytarczyc (bez nadczynności przytarczyc zatrucie glinem i niedobór wit. D3 prowadzą do osteomalacji). Łączy w sobie cechy osteodystrofii i osteomalacji.
Znane czynniki powodujące osteodystrofię to: zaburzenia chromosomalne, metaboliczne, mukopolisacharydozy i mukolipidozy.